# Ladislav Vidumansky
Ladislav Vidumansky je slovački vaterpolski trener i bivši vaterpolist.
Igrao je za hrvatski klub Mladost iz Zagreba.
Na EP 1999. je vodio Slovačku, a kasnije je vodio slovački sastav SK Policie iz Košica.